# Захарченко Іван Карпович
Іва́н Ка́рпович Заха́рченко (нар. 5 червня 1940, с. Ситняки, Макарівський район, Київська область) — український письменник. Член НСПУ (1986).

## Життєпис
Освіта середня. Працював у колгоспі, на будівництві, водієм та інше.
Від 1987 — на творчі роботі. Мешкає у рідному селі.

## Творчість
Творчість присвячена життю в рідному селі, зі спрямованістю на служіння правді, збереження духовних і моральних цінностей.
Твори:
- Лісове сіно: Оповідання. (Київ, 1984);
- Покутний хрест: Поезії. (Київ, 2006);
- Загублена дорога: Оповідання. (Київ, 2008);
- Небо минулих і теперішніх днів: Щоденник. Записи. Публіцистика. (Київ, 2008)[1]
- «Пригоди лісових робінзонів» — для дітей.